# Zes Meesters van de vroege Qing-periode
De Zes Meesters van de vroege Qing-periode (traditioneel Chinees: 清六家; hanyu pinyin: qīng liù jiā) is een canon van zes belangrijke Chinese kunstschilders die actief waren in de eerste decennia van de regeringsperiode van de Qing-dynastie, van het midden van de 17e eeuw tot vroeg in de 18e eeuw. Zij waren de bloemenschilder Yun Shouping (1633–1690) en de landschapsschilders Wu Li (ca. 1632–1718) en de Vier Wangs: Wang Shimin (ca. 1592–1680), Wang Jian (ca. 1598–1677), Wang Yuanqi (1642–1715) en Wang Hui (1632–1717).
Alle zes schilders behoorden tot de orthodoxe tak van de Zuidelijke School, die in navolging van Dong Qichang (1555–1636) voortborduurden op de expressieve stijl van schilders uit de Yuan-periode (1279–1368). Met name de 'Vier Wangs' waren bekend om hun originele en kunstige shan shui-landschappen. De stijl van de Zes Meesters week sterk af van die van de 'Vier Monniken', Ming-loyalisten en tijdgenoten die bekend stonden om hun  berglandschappen in een vrijere, niet aan conventies gebonden stijl.